# Mariano Ballestero y Dolz
Mariano Ballestero y Dolz (n. 1819) fue un político español, diputado a Cortes durante el reinado de Isabel II y el Sexenio Democrático.

## Biografía
Nacido en Calatayud el 18 de septiembre de 1819, desde muy joven se alistó en las filas de la Milicia Nacional, a la que perteneció durante la primera guerra carlista y en ocasiones posteriores. Entró a servir en la administración pública en 1841 y desempeñó varios cargos durante los tres años de la regencia de Espartero. En 1844 cesó en sus cargos y no ocupó ningún puesto oficial hasta que volvió al poder su partido.
Al acontecer la revolución de 1854 fue nombrado oficial de secretaría del Ministerio de la Gobernación, empleo que ocupó durante todo el bienio progresista. Los sucesos de 1856, que supusieron su cese en el cargo, le sorprendieron en Panticosa. En 1858, cuando el partido progresista decidió participar en las elecciones, se presentó candidato por el distrito de Calatayud y fue elegido diputado a Cortes.
Tras el triunfo de la revolución de 1868, volvió a obtener escaño de diputado en las Cortes constituyentes por Calatayud, en las que figuró entre la mayoría monárquico-democrática. Por esas fechas ocupó también el cargo de director general de Beneficencia, Sanidad y Establecimientos Penales. Dejó el cargo en 1870, cuando fue nombrado subsecretario de Ultramar. Aunque no tenía experiencia en la materia, era un veterano en la administración y se mantuvo casi dos años en el puesto, incluso tras el cambio de ministro. En 1872 volvió como diputado al Congreso, por el distrito de La Almunia, hasta su renuncia al cargo el 18 de marzo de 1873. Compaginó el escaño con otro breve periodo como subsecretario de Ultramar. Se desconoce su fecha de fallecimiento.